# Puente de la Rabia
El puente de la Rabia (en euskera Errabiaren zubia o Zubiriko zubia) es un paso del río Arga, muy cercano a la localidad navarra de Zubiri. La denominación Zubiri significa en euskera "el pueblo del puente". Se encuentra este puente en el Camino de Santiago Francés que da acceso a la población desde Roncesvalles. Quizás fuera una vía pecuaria antaño, de la que ha quedado la tradición oral y el nombre: referencia a la propiedad curativa de la enfermedad de la rabia a todo animal que lo cruza. Las propiedades curativas se sentían cuando un animal rondaba el pilar central del puente tres veces. Estas propiedades se atribuían al descubrimiento de los restos mortales de Santa Quiteria (abogada contra la rabia).
El puente de la Rabia es tradicionalmente el punto de salida de la Medio Maratón Zubiri-Pamplona.